# Heil dir, Hannover
Heil dir, Hannover — национальный гимн Курфюршества Брауншвейг-Люнебург, а впоследствии и Ганноверского королевства, принятый в начале XVIII века.
Как и многие другие правители XVII—XVIII веков, Георг I, король Великобритании и курфюрст Ганновера, поручил Георгу Фридриху Генделю создать гимн. Мелодия Генделя оставалась гимном Соединенного Королевства Великобритании и Ирландии после распада унии в 1837 году. Многие другие германские государства также сделали эту мелодию своим гимном. Например, он использовался в Великом герцогстве Ольденбургском и в королевствах Бавария и Пруссия. После 1871 года он стал гимном Германской империи со словами Heil dir im Siegerkranz. Последний император Священной Римской империи, Франц II, был очень впечатлен темой Генделя и поручил своему придворному музыканту Гайдну создать Kaiserhymne, который стал его имперским гимном и продолжал использоваться в новой Австрийской империи после распада Священной Римской империи. Текст гимна Ганновера состоит из трех куплетов, причем первый поется в разных вариациях.

## Текст
| Heil Dir Hannover, heil! Freude werd’ Dir zuteil, Freude stets mehr. Jauchze, Du Engels-Chor, dringe zu Gottes Ohr! Mit Deinem Freudenchor: Gebt Gott die Ehr’!        | Hail Hanover, hail! joy will be given to you more and more joy. Cheer, you angel choir, reach God’s ear! With your chorus of joy: Give God the glory!                        | Славься, Ганновер, славься! Да выпадет на твою долю как можно больше радости. Ангельский хор, достигни слуха Господня! Воспой радостно: Воздайте Господу славу! |
| Gott gab den Freudentag, was tief verborgen lag, kam nun ans Licht. Zage nicht, Erdensohn, wenn schwarz die Wolken droh’n, Gott hält auf seinem Thron Waag und Gewicht | God gave the day of joy what was deeply hidden now came to light. Do not hesitate, son of the earth, when the black clouds threaten God keeps on his throne scale and weight | Бог дал день радости, что было глубоко сокрыто, ныне вышло на свет. Не робей, человек, когда черные тучи угрожают: Бог на своем троне держит весы и меры.       |
| Er führt alles aus, schützt unser Welfenhaus mit mächt’gem Arm. Eintracht ist Gottes Band: König und Vaterland reichen sich Herz und Hand heilig und warm.             | He does everything protects our Welfenhaus with a mighty arm. Unity is God’s bond: King and Fatherland shake hands and hearts holy and warm.                                 | Он делает все защищает наш дом гвельфов могучей рукой. Единство — это узы Господа: Король и Отечество дают друг другу руки и сердца свято и тепло.              |